# Кленевский, Борис Валерианович
Борис Валерианович Кленевский (30 января 1914, Елизаветполь, Российская империя — 17 ноября 1963, Псков, РСФСР) — советский архитектор, главный архитектор Пскова, автор многочисленных проектов застройки районов Пскова, городов и посёлков Псковской области.

## Биография

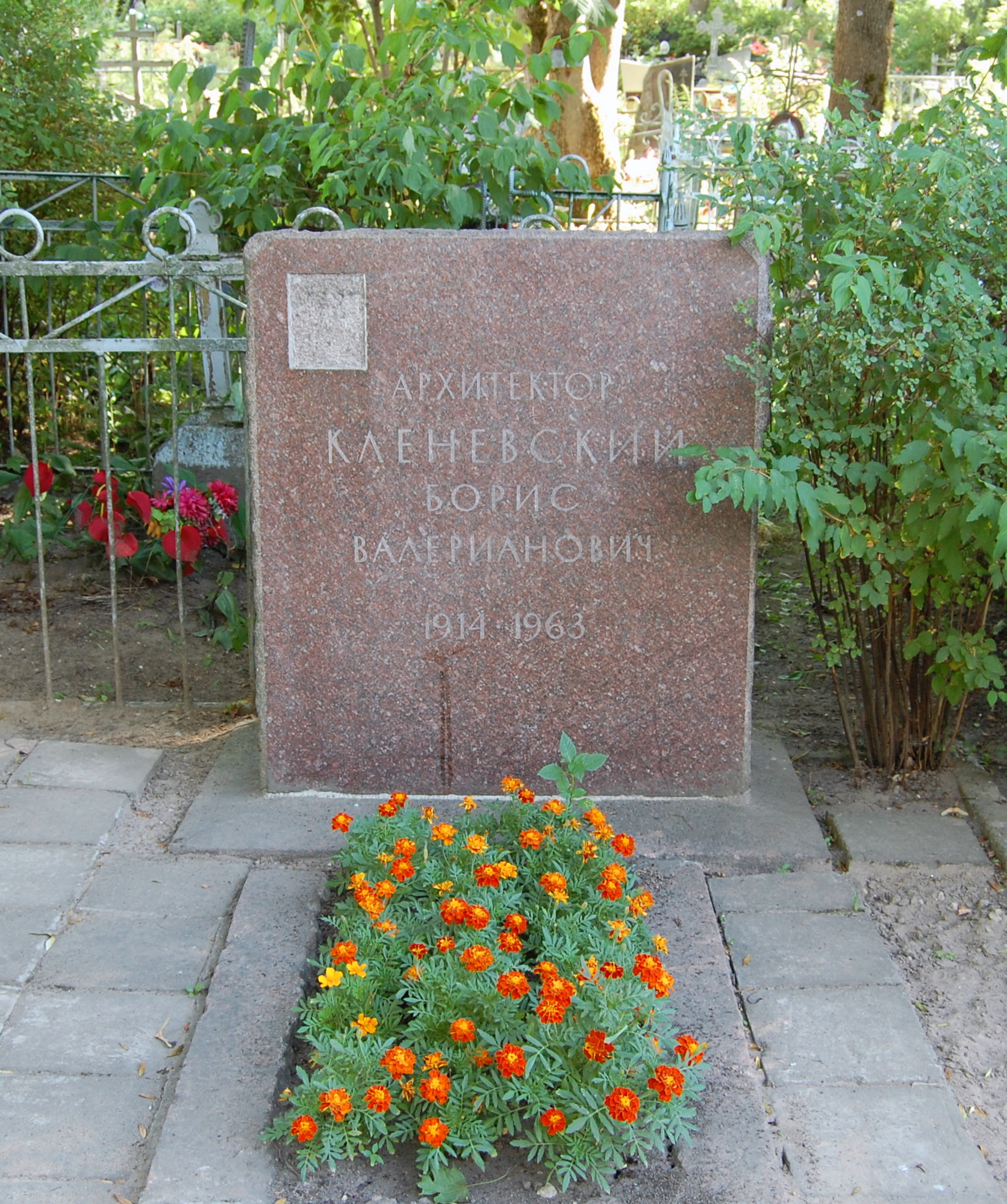
Могила Б. В. Кленевского

Родился в Елизаветполе 30 января 1914 года. В 1941 году окончил Ленинградский инженерно-строительный институт. В 1945 году переехал в Псков, где работал в отделе по делам архитектуры в «Облпроекте», затем занимал пост начальника «Облсельхозпроекта», а затем директора «Севзапгипрогорсельстроя».
С 1958 по 1963 год занимал должность главного архитектора Пскова.
Умер 17 ноября 1963 года, похоронен на псковском Мироносицком кладбище.

## Профессиональная деятельность
Проекты генеральных планов застройки:
- Псков (район Завеличье);
- пос. Карамышево;
- пос. Струги Красные;
- пос. Дедовичи и др.

Объекты:
- парки культуры и отдыха городов Дно и Гдов;
- проект обелиска на месте гибели А. В. Германа в деревне Житница Новоржевского района и др.